# China.882
China.882 je računalni virus otkriven 21. siječnja 2002. Nastanjava rezidentnu memoriju te zaražava datoteke. Njihova se veličina povećava za 882 bajta. U sebi virus sadrži poruku:
CHINA
CHina CHina
My Mother ,I Love you !